# Cefu Juangui
Cefu Juangui (kitajsko 冊府元龜) je največja lejšu (enciklopedija), zbrana med kitajsko dinastijo Song (vladala 960–1279). Cefu Juangui je zadnja od Štirih  velikih knjig Songa. Prve tri so bile objavljene v 10. stoletju. 

## Zgodovina
Pisanje enciklopedije pod delovnim naslovom Zapisi o odnosih med vladarji in uradniki v preteklih dinastijah je oktobra 1005 naročil cesar Džendzong. Ko je bilo delo dokončano in 20. septembra 1013 predstavljeno cesarju, se je njen naslov premenil. Končna različica je bila razdeljena na 1000 juanov, 31 kategorij in 1014 podkategorij, ki so bile vse "povezane z upravo cesarstva, birokracijo in cesarsko družino". Enciklopedija ni vključevala poglavij o naravi. Bila je skoraj dvakrat obsežnejša od enciklopedije Tajping Julan (977 to 983) in druga za knjižno zbirko Siku Čuanšu. 

## Ime
Enciklopedija je imela več imen, ki bi se v slovenski jezik lahko prevedla kot: 
- Glavna želva v Uradu za dokumente,[1]
- Magično ogledalo v Palači knjig,[2]
- Arhivska palača kot veliko preročišče,[3]
- Splošni predgovor o zunanjih ministrih,[4]
- Izjemni modeli iz skladišča književnosti,[5] and
- Modelio iz arhivov.[6]

## Vira
- Hu, Wenjie, Cefu Yuangui ("Prime Tortoise of the Record Bureau"). Encyclopedia of China, 1st ed.
- Kurz, Johannes. "The Compilation and Publication of the Taiping Yulan and the Cefu Yuangui", in Florence Bretelle-Establet and Karine Chemla (ur.), Qu'est-ce qu'écrire une encyclopédie en Chine?. Extreme Orient-Extreme Occident Hors série (2007), 39–76.